# Perrine monogatari
L'histoire de Perrine, ou Perrine Monogatari (ペリーヌ物語, ou en anglais The Perrine Story/The Story of Perrine) est une série télévisée d'animation japonaise de 53 épisodes, d'une durée de 25 minutes chacun. La série était diffusée du 1er janvier au 31 décembre 1978. Elle a été réalisée par Hiroshi Saitō (pour les épisodes 1 à 29) et Shigeo Koshi (pour les épisodes 1 à 50), écrite par Akira Miyasaki, Kasuke Sato (pour les épisodes 25 à 29 seulement) et Mei Kato (pour les épisodes 34 à 41, puis les épisodes 44 et 45). La musique de la série fut composée par Takeo Watanabe et produite par le studio d'animation japonaise Nippon Animation.
Cet anime fait partie du projet de la World Masterpiece Theater. C'est une adaptation du roman En famille de l'auteur français Hector Malot. Il n'est pas à confondre avec Ie naki ko Rémi,  réalisée en 1996, adaptation de Sans Famille du même auteur mais en faisant du personnage principal une fille. Le roman a également été adapté sous une autre série d'animation japonaise : Rémi sans famille, la précédente adaptation par le studio Tokyo Movie Shinsha de 1977.
Un film d’animation (d'1h50) de Perrine, qui est un simple remontage de la série, est sorti au Japon en 1990.

## Synopsis
Perrine voyage à travers l'Europe avec sa mère, une photographe, dans une carriole tirée par un âne. Ils se dirigent vers un petit village du nord de la France, dont le père de Perrine, décédé, est originaire. Perrine ignore qu'ils sont indésirables dans le village, car celui-ci a quitté le village après s'être brouillé avec son père et s'est marié en Inde contre la volonté de son père. Après que sa mère soit tombée malade, Perrine doit tout vendre, y compris son âne bien-aimé Palikare, pour pouvoir acheter des médicaments. La mère de Perrine meurt alors à Paris et, avant de mourir, dit à sa fille qu'elle doit se faire aimer de son grand-père avant qu'il sache qui elle est vraiment. Après un voyage semé d'embûches, Perrine arrive enfin dans le village, où elle apprend que son grand-père est le riche propriétaire de l'usine qui nourrit tous les villageois. 
Se présentant sous un faux nom, Perrine trouve un travail à l'usine, cherchant un moyen de se faire une place dans le cœur du vieil homme.

## Fiche technique
- Titre original : ペリーヌ物語 (Perīnu monogatari?)
- Titre anglais littéral : The Perrine Story ou The Story of Perrine
- Titre français littéral : L'histoire de Perrine
- Autres titres[2] :
  -  allemand : Perrine
  -  espagnol : Perrine, sin familia ou Las Aventuras de Peline
  -  italien : Peline Story
  - arabe : بيرين
  - mandarin standard ( Taïwan) : 小英的故事
- Réalisateurs : Hiroshi Saitō (pour les épisodes 1 à 29), Shigeo Koshi (pour les épisodes 1 à 50)
- Producteurs : Junzō Nakajima, Takaji Matsudo
- Scénaristes : Akira Miyasaki, Kasuke Sato (pour les épisodes 25 à 29) et Mei Kato (pour les épisodes 34 à 41, puis pour les épisodes 44 et 45)
- Histoire originale : Hector Malot[1]
- Musique : Takeo Watanabe
  - Générique de début : Perrine Monogatari (ペリーヌ物語) par Kumiko Osugi
  - Générique de fin : Kimagure Baron (きまぐれバロン) par Kumiko Osugi
- Studio d'animation et production : Nippon Animation
- Pays d'origine :  Japon
- Langue originale : japonaise
- Nombre d'épisodes : 53
- Durée des épisodes : 25 minutes
- Date de diffusion :  1er janvier - 31 décembre 1978

## Personnages[2]
- Tsuru Hiromi : Perrine Paindavoine
- Iwao Kinshiro : Vulfran Paindavoine
- Akira Murayama : Faburi
- Banjou Ginga : Théodore
- Daisaku Shinohara : Edmond Paindavoine, le père de Perrine